# Rudolf Arapović
Rudolf Arapović (Busovača, 8. prosinca 1937. – kod Samobora, 3. kolovoza 2007.), hrvatski publicist i dugogodišnji emigrant.

## Životopis
Rodio se 8. prosinca 1937. u Busovači u srednjoj Bosni, u mnogobrojnoj obitelji. Obitelj mu je proganjala komunistička vlast. S obitelji se kao dječak našao na Križnom putu. Komunistička vlast proganjala mu je većinu njegove obitelji poslije rata. Zbog toga što mu je brat Pero bio pripadnik Hrvatskih oružanih snaga i što je poslije rata nastavio pružati otpor kao križar, Rudolfa i obitelj jugokomunističke vlasti internirale su u Zavidoviće. Zbog toga je osnovnu školu pohađao u Zavidovićima i rodnom mjestu. U Visokom na Franjevačkom sjemeništu pohađao je 1955. – 1959. i završio klasičnu gimnaziju. Dvije godine služio je dvogodišnju vojnu obvezu, u Srbiji, u Ćupriji i Kragujevcu, od 1961. – 1962. Državnu gimnaziju je polagao i završio u Travniku i Zagrebu. Studirao je na Filozofskom fakultetu u Zagrebu od 1962. do 1965. filozofiju i njemački jezik.
Zloglasna Udba pratila ga je još dok je bio srednjošoklac u Visokom. Praćenje intenzivira od kolovoza 1964., a kad su g. 1965. u Zagrebu bačeni protujugoslavenski, uhićen je s više kolega i prijatelja 7. lipnja 1965. godine. Tad je bio na trećoj godini studija. Istraga je bila iscrpna, vrlo teška i opsežna. Na kraju je osuđen s još petoricom kolega i prijatelja kao treće optuženi 25. ožujka 1966. na Okružnom sudu Zagreb "zbog čitanja i davanja drugima na čitanje emigrantskog tiska". Izrečena mu je jednogodišnja kazna koju je izdržao u Zagrebu. Četiri i pol mjeseca nakon izlaska iz zatvora prebjegao je zajedno s prijateljem i suosuđenikom Brunom Bušićem 25. listopada 1966. u Austriju. Studije je nastavio u Beču na Sveučilištu. Premda je to bilo zabranjeno, uključio se i u politički rad među tamošnjom hrvatskom emigracijom. Preveo je na njemački jezik "Deklaraciju o položaju i nazivu hrvatskoga književnog jezika" netom nakon što je izašla. Prijevod je dostavio medijima i diplomatskim predstavništvima u Beču. UDBA ga je pratila i u Beču. Stoga je od konca lipnja do listopada 1968. boravio je u Kanadi radeći kao berač duhana. Vratio se u Beču, a od 24. lipnja 1969. živi u Washingtonu DC u SAD.
Urednik i izdavač nekoliko hrvatskih emigrantskih listova. Od 1967. do 1969. uređivao i izdavao Bilten hrvatskih socijalista iz Beča. U SAD od 1974. do 1974. izdavao Hrvatsku borbu te od 1978. do 1979. Hrvatski list. Dopisivao se s Brunom Bušićem. Arapovićeva izdavačka kuća bila je HB-Press. Uređivao je Hrvatski put i surađivao s brojnim hrvatskim iseljeničkim emigrantskim novinama, Republici Hrvatskoj, Hrvatskom putu, Hrvatskoj državi, HT Danici, Zajedničaru, Pregledu, Hrvatskoj slobodi. Također je surađivao je i u Washington Postu i Washington Timesu.
Bio je aktivni župljanin Hrvatske katoličke misije sv. Vlaha u Washingtonu D.C., od osnutka misije do svoga povratka u Hrvatsku 1997. godine.
1998. godine objavila je HB-Press djelo Ante Cilige Sve i odmah. Dopisivanje s Bušićem objavio je 2003. u knjizi Bruno Bušić, meteorski bljesak na hrvatskom obzorju. Iste godine objavio je u knjizi  DL 22950 tajne dopise udbinih doušnika o njegovu djelovanju od 1964. do 1977. godine. HB-Press je objavio pretiske publicističkih djela Vjekoslava Vrančića 2006. Branili smo državu i 2007. U službi Domovine, koja svjedoče o hrvatskim ratnim godinama od 1941. do 1945. Umro je 3. kolovoza u svojem domu u blizini Samobora.
Sprovod je bio 6. kolovoza 2007. na groblju Otruševcu kod Samobora. Fra Vjekoslav Lasić govorio je o Arapovićevoj borbi za hrvatsku državu, suradnji s Brunom Bušićem, a fra Nediljko Knezović o Arapovićevoj donaciji knjiga u vrijednosti 10 000 eura Crkvi hrvatskih mučenika u Udbini. Sveta misa zadušnica bila je u obližnjem Domaslovcu.

## Vanjske poveznice
- Hrvati AMAC  Arhivirana inačica izvorne stranice od 14. prosinca 2017. (Wayback Machine) Šime Letina:  Životni put i djelo Rudolfa Arapovića. Izbjeglički život
- Hrvati AMAC  Arhivirana inačica izvorne stranice od 14. prosinca 2017. (Wayback Machine) Šime Letina: Životni put i djelo Rudolfa Arapovića. Život u Washingtonu
- Hrvati AMAC  Arhivirana inačica izvorne stranice od 14. prosinca 2017. (Wayback Machine) Šime Letina: Životni put i djelo Rudolfa Arapovića. Povratak u domovinu
- Hrvati AMAC  Arhivirana inačica izvorne stranice od 14. prosinca 2017. (Wayback Machine) Rudolf Arapović 1937 - 2007
- WorldCat